# St. Nikolai (Söllingen)

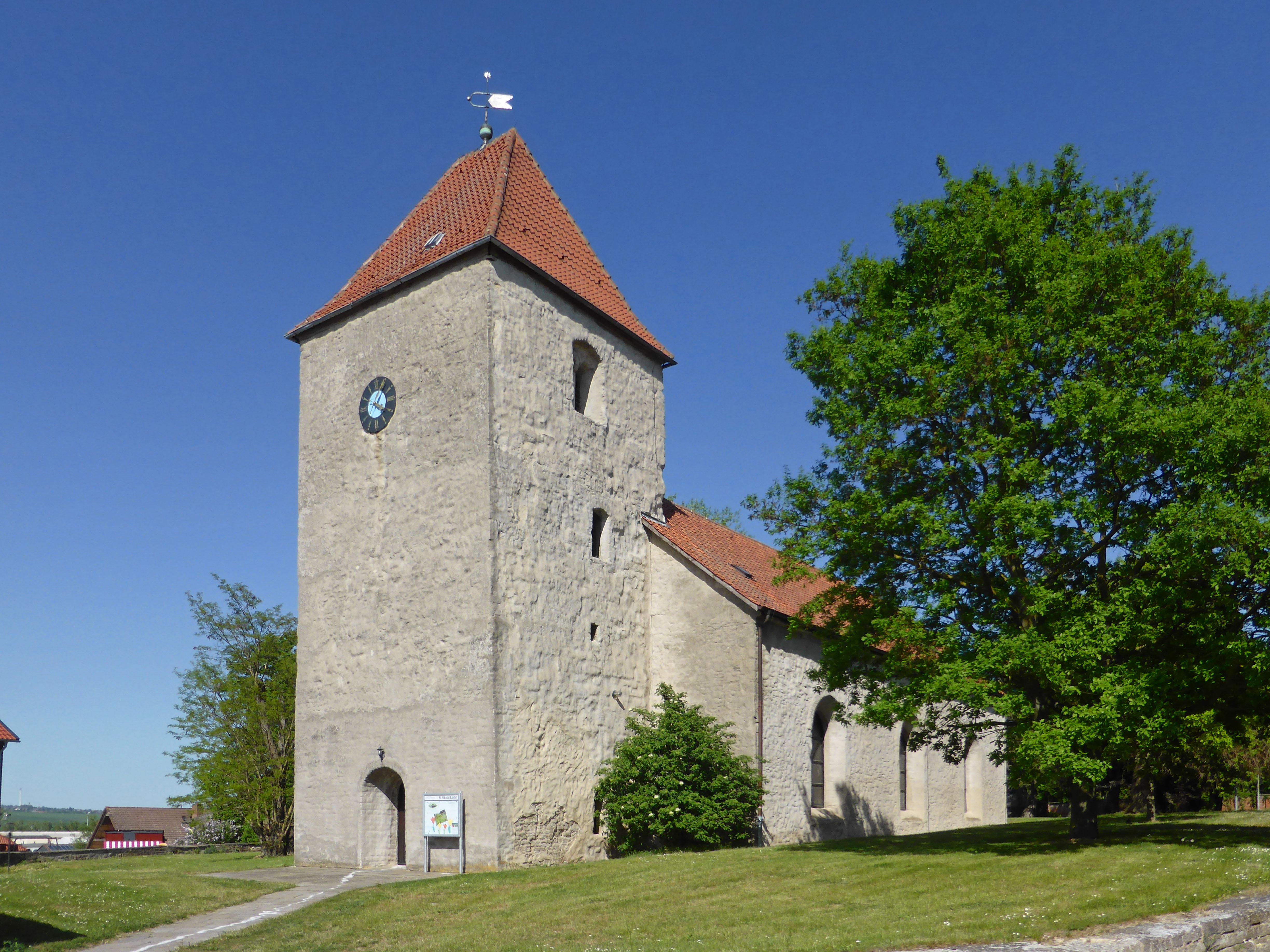
St. Nikolai (Söllingen)

Die evangelisch-lutherische Kirche St. Nikolai steht in Söllingen, eine Gemeinde im Landkreis Helmstedt in Niedersachsen. Das Baudenkmal hat nach dem Niedersächsischen Denkmalschutzgesetz die ID 32678306. Die Kirche gehört zur Evangelisch-lutherischen Landeskirche in Braunschweig.

## Beschreibung
Der westliche Teil des Langhauses und der Kirchturm im Westen der Saalkirche sind im Kern romanisch. Das Langhaus wurde 1516 nach Osten und Süden erweitert. Das oberste Geschoss des Kirchturms beherbergt die Turmuhr und den Glockenstuhl. Der Innenraum des Langhauses wurde mit einem Tonnengewölbe mit Stichkappengewölben über den Bogenfenstern überspannt.